# Rheomys raptor
Rheomys raptor е вид бозайник от семейство Хомякови (Cricetidae).

## Разпространение
Видът е разпространен в Коста Рика и Панама.